# Японские полозы
Японские полозы (лат. Euprepiophis) — род змей из семейства ужеобразных, обитающих в Азии. Ранее представителей данного рода относили к роду Лазающие полозы в качестве подрода.

## Описание
Общая длина представителей этого рода колеблется от 90 см до 1,2 м. Голова немного вытянутая, слегка сжатая с боков. Значительную часть тела составляет длинный и умеренно тонкий хвост. Окраска в основном в тёмных тонах с полосами, расположенными поперек туловища и хвоста.

## Образ жизни
Населяют горную местность, встречаются возле вулканов и геотермальных источников. Встречается на высоте до 2500 м над уровнем моря. Прячутся в норах грызунов, среди скал. Питаются грызунами, мелкими птицами.

## Размножение
Это яйцекладущие змеи. Самки откладывают до 10-12 яиц.

## Распространение
Обитают в Японии, Китае, Тайване, Курильских островах (Россия), Индии, Юго-восточной Азии.

## Классификация
На апрель 2022 года в род включают 3 вида:
- Euprepiophis conspicillata (Boie, 1826) — Японский полоз
- Euprepiophis mandarinus (Cantor, 1842) — Мандариновый полоз, или полоз-мандарин
- Euprepiophis perlacea (Stejneger, 1929) — Крысиная змея Стейнегера